# Sagesse du fou
Albums de Maxime Le Forestier
Bataclan 1989
(1989) Passer ma route
(1994)
Sagesse du fou est un album studio de Maxime Le Forestier, sorti en 1991. Il s'est vendu à  69 800 exemplaires .

## Listes des chansons
| No  | Titre                               | Durée |
| --- | ----------------------------------- | ----- |
| 1.  | Person to Person                    | 3:20  |
| 2.  | Deux Larmes                         | 2:49  |
| 3.  | Sagesse du fou                      | 2:08  |
| 4.  | Question de style                   | 3:20  |
| 5.  | Signes                              | 2:51  |
| 6.  | Bille de verre (avec Michel Rivard) | 3:40  |
| 7.  | Les Idées en l'air                  | 3:31  |
| 8.  | Quelques chansons mises à part      | 3:18  |
| 9.  | Juste l'instant                     | 3:12  |
| 10. | Poussières                          | 3:08  |
| 11. | Avant la tornade                    | 3:49  |

## Classement et certifications
| \| Classement (1991) \| Meilleure place \| \| ----------------- \| --------------- \| \| France (SNEP)[3] \| 45 \| |                 |
| Classement (1991)                                                                                                  | Meilleure place |
| France (SNEP) | 45              |